# Orden der Resistenz (Luxemburg)

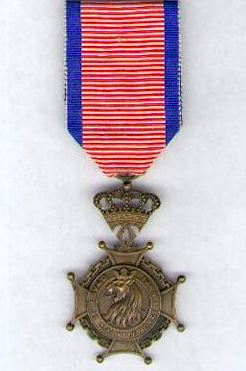
Kreuz des Ordens der Resistenz

Der Orden der Resistenz wurde am 30. März 1946 per Dekret durch Großherzogin Charlotte von Luxemburg gestiftet und ist zur Verleihung von Personen vorgesehen, die sich durch besondere Tapferkeit und Aufopferung während der deutschen Besatzungszeit 1940 bis 1944 ausgezeichnet hatten. Die Auszeichnung kann posthum sowie auch an Ausländer verliehen werden. Per Statutenänderung vom 24. Dezember 2003 wird das Kreuz des Ordens nur noch posthum verliehen.
Die Verleihung erfolgt auf Vorschlag des Innenministers und nach Anhörung des Rates des Ordens der Resistenz.

## Ordensklassen
Der Orden besteht aus zwei Stufen.
- Kreuz
- Medaille

## Ordensdekoration
Die I. Stufe ist ein aus Bronze gefertigtes Leopoldkreuz mit kleinen Kügelchen auf den Spitzen, das von einer Spiegelchiffre  C  (Charlotte) und einer darüber liegenden Krone getragen wird. Zwischen den Kreuzarmen verläuft eine Kette. Auf dem Kreuz liegt ein Medaillon mit dem gekrönten Löwenkopf aus dem Wappen des Großherzogtums auf. Umlaufend im Medaillon die Inschrift  1940 1944 JE MAINTIENDRAI  (Ich werde erhalten).  
Auf der Rückseite ist der Buchstabe  R  (Resistenz) zu sehen, der von einem dichten Lorbeerkranz umschlossen ist.
Die II. Stufe ist eine runde aus Bronze gefertigte Medaille und zeigt den Löwen, der von einer Kette umgeben ist. Die Kette ist auf der Höhe des Kopfes durchbrochen. Rückseitig die gekrönte Spiegelinitiale  C  (Charlotte) mit der Umschrift  1940 1944 JE · MAINTIENDRAI  (Ich werde erhalten).

## Trageweise
Getragen werden die einzelnen Stufen an einem weißen Band mit blauen Randstreifen auf der linken Brustseite.